# Ляхівці (Томашівський повіт)
Ляхівці (пол. Łachowce) — село у Польщі, розташоване в Люблінському воєводстві Томашівського повіту, ґміни Телятин.

## Історія
За даними етнографічної експедиції 1869—1870 років під керівництвом Павла Чубинського, у селі здебільшого проживали греко-католики, усе населення розмовляло українською мовою.
У 1975—1998 роках село належало до Замойського воєводства.

## Демографія
Демографічна структура станом на 31 березня 2011 року:
|          | Загалом | Допрацездатний вік | Працездатний вік | Постпрацездатний вік |
| -------- | ------- | ------------------ | ---------------- | -------------------- |
| Чоловіки | 71      | 15                 | 52               | 4                    |
| Жінки    | 69      | 17                 | 32               | 20                   |
| Разом    | 140     | 32                 | 84               | 24                   |